# Mist & regen
Mist & regen is een lied van de Nederlandse rapper Lil' Kleine in samenwerking met de Nederlandse rapper Ronnie Flex. Het werd in 2016 als single uitgebracht en stond in hetzelfde jaar als eerste track op het album WOP! van Lil' Kleine.

## Achtergrond
Mist & regen is geschreven door Ronell Plasschaert, Julien Willemsen en Jorik Scholten en geproduceerd door Jack $hirak. Het is een nummer uit het genre nederhop. In het lied rappen de artiesten over hun geliefde en dat zij een zekerheid is in het onzekere leven.
Het is niet de eerste keer dat de twee artiesten met elkaar samenwerken. Eerdere hits die ze onder andere met elkaar hadden waren Drank & drugs, Investeren in de liefde, Zeg dat niet, Niet omdat het moet en 1, 2, 3. Na Mist & regen werd de samenwerking onder meer succesvol herhaald op Loterij, Miljonair, Standaard procedure en Uhuh.

## Hitnoteringen
De artiesten hadden succes met het lied in de hitlijsten van Nederland. Het piekte op de zestiende plaats van de Nederlandse Single Top 100 en stond acht weken in deze hitlijst. De Nederlandse Top 40 werd niet bereikt; het kwam hier tot de achtste plaats van de Tipparade.